# Мегдор
Мегдор (до 31 июля 2023 года — ледник Географического Общества) — долинный древовидный ледник на Центральном Памире (Таджикистан, Горно-Бадахшанская автономная область).
Расположен в верховьях реки Ванджоб, на стыке хребта НАНТ и Дарвазского хребта. Находится на территории Таджикистана. Площадь поверхности — 64,4 км².

## История
Ледник был открыт в 1882 году П. Е. Костенковым и П. И. Бесединым. Название было дано в 1928 году Иваном Дорофеевым, соратником Николая Крыленко.
По данным съёмки И. Г. Дорофеева, конец ледника в 1928 году находился на высоте 2554 м, длина ледника — 18 км, площадь — в 30 км².
Летом 1948 года ледник был исследован экспедицией Географического факультета МГУ под руководством Р. Д. Забирова. Общая длина ледника составляла 21,5 км, ширина — 1 км.
Во второй половине 1960-х годов была отмечена активизация ледника.
В настоящее время ледник отступает.

## Описание
Ледник образуется в результате слияния двух потоков на склонах пика Гармо, на высотах 5000—6590 м (в области питания смыкается с ледником Ванджях). Фирновая линия находится на высоте 4200 м, язык спускается до 2580 м.
Путь на ледник Мегдор начинается с поросшей юганом и редкими кустами облепихи и арчи поляны Высотник (Пыльной). Она расположена над дорогой у моста через реку Абдукаххор за валом древней морены ледника. На поляне несколько лет базировался альпинистский лагерь «Высотник». Вдоль поляны в пойме Абдукагора протекает чистый ручей. В отдельные годы на поляне действовала летовка от совхоза имени Федченко (2600 м).